# Rickenbacker 4001
Der Rickenbacker 4001 ist ein viersaitiges E-Bass-Modell der US-amerikanischen Musikinstrumentenbau-Firma Rickenbacker. Bei seiner Markteinführung im Jahr 1961 war es nach dem Modell 4000 Rickenbackers zweiter E-Bass. Außerdem war der 4001 nach dem 4000 der zweite E-Bass auf dem Markt mit einem durchgehenden Instrumentenhals (englisch: Neck-thru). Besondere Bekanntheit erlangte der Rickenbacker 4001 durch Paul McCartney, der das Modell seit Mitte der 1960er-Jahre in der englischen Band The Beatles und später in seiner Rockband Wings spielte.

## Geschichte

### Produktionszeitraum
Im Jahr 1957 hatte die Firma Rickenbacker mit dem 4000 ihren ersten E-Bass vorgestellt. Der Entwurf dieses Modells und seiner Nachfolger stammt vom deutschstämmigen Gitarrenbauer Roger Rossmeisl, der von 1954 bis 1962 bei Rickenbacker beschäftigt war (anschließend wechselte Rossmeisl zum Konkurrenzunternehmen Fender). Rossmeisl hatte in seinen Gitarren-Entwürfen für Rickenbacker das Konstruktionsprinzip des durchgehenden Instrumentenhalses umgesetzt; eine Konstruktionsform, die im Jahr 1948 vom US-amerikanischen Musikinstrumentenbauer Paul Bigsby mit der Bigsby/Travis-Gitarre zur Serienreife entwickelt worden war. Im Jahr 1956 hatte Rickenbacker sein erstes E-Gitarren-Modell mit durchgehendem Hals vorgestellt, die von Rossmeisl entwickelte Combo 400. Im Jahr darauf folgte mit dem 4000 Rickenbackers nach demselben Prinzip konstruierter erster E-Bass. Das Modell 4000 verfügt über nur einen elektromagnetischen Tonabnehmer, hatte zunächst einen einteiligen Hals aus Mahagoni und ist insgesamt schlichter ausgestattet als seine Nachfolgemodelle.
Nachdem Rickenbacker bereits seit Ende der 1950er-Jahre einige Exemplare des 4000 mit erweiterter Ausstattung angefertigt hatte, wurde der Rickenbacker 4001 im November 1961 eingeführt und als „Deluxe“-Version des 4000er-Modells vorgestellt. Diese erweiterte Version hat statt einem zwei Tonabnehmer, eine aufwendigere Elektrik sowie eine Ziereinfassung (engl.: Binding) an den Rändern der Vorderseite des Instrumentenkorpus und an den seitlichen Rändern des Griffbretts. Während die Griffbretteinfassung einfach gehalten ist, trägt der Korpus ein mehrlagiges Binding mit Schachbrettmuster (englisch Checkerboard; verwendet bis 1974).

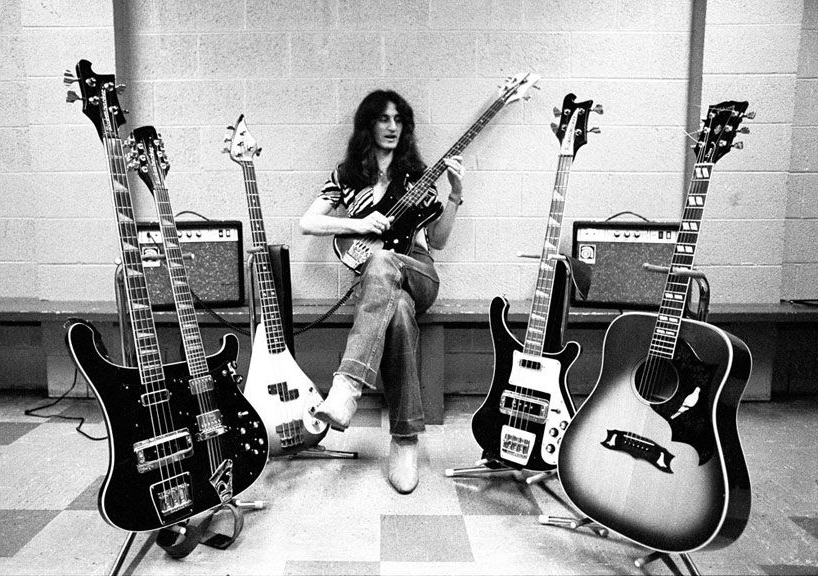
Geddy Lee, Bassist der Rockband Rush. Links im Bild ein Rickenbacker 4080 Doppelhals-Sondermodell. Das zweite Instrument von rechts ist ein Rickenbacker 4001.

Im Jahr 1967 erschien ein aufwendig ausgestattetes Sondermodell des 4001 in limitierter Auflage, der 4002. Dieser hatte eine separat angefertigte Instrumentendecke aus besonders stark gemasertem Ahornholz und war mit zwei doppelspuligen Tonabnehmern in Humbucker-Bauweise ausgestattet. Weitere Sondermodelle waren der 4008, der acht Saiten trug anstelle der für das Modell üblichen vier, sowie das Doppelhals-Modell 4080, das den E-Bass mit einer sechs- oder zwölfsaitigen E-Gitarre kombinierte.
Das Basismodell Rickenbacker 4001 wurde bis Anfang der 1980er-Jahre gebaut, während es ab 1979 sukzessive durch den Nachfolger 4003 ersetzt wurde. Dabei unterschieden sich beide Modelle vorrangig durch die Art der verwendeten Halsstabkonstruktion (engl.: Trussrod). Im Laufe der Jahre nahm Rickenbacker kontinuierlich technische und kosmetische Veränderungen am 4001 und dessen Schwestermodellen vor. So wurde der Tonabnehmer in Halsposition im Jahr 1974 näher an den Steg-Tonabnehmer gerückt, das Schlagbrett verkleinert, sowie Form und Größe der Kopfplatte geringfügig verändert. Ebenso wurden die auffälligen Walnußholz-Seitenteile der Kopfplatte durch solche aus Ahorn ersetzt.

### Neuauflagen
Anfang der 1980er Jahre manifestierte sich auf dem Musikinstrumentenmarkt ein stetig wachsendes und bis heute anhaltendes Interesse an den „klassischen“ US-amerikanischen E-Gitarren und Bässen der 1950er- und 1960er-Jahre. Dem Vorbild des Musikinstrumentenherstellers Fender folgend, der seit einiger Zeit erfolgreich Reproduktionen seiner Gitarren- und Bassmodelle der 50er-/60er-Jahre auf den Markt brachte, erschien bereits kurz nach dem offiziellen Produktionsende, im Jahr 1984, die erste Neuauflage des 4001 unter der Bezeichnung 4001V63, wobei der Buchstabe V für Vintage steht. Eine Neuauflage aus dem Jahr 2001 mit der Modellbezeichnung 4001C64 wird bis in die Gegenwart von Rickenbacker gebaut.
Aus technischer Sicht waren diese „Neuauflagen“ jedoch lediglich an das Export-Modell 4001S angelehnte Varianten des (aktuellen) 4003, da z. B. dessen Halsstabprinzip unverändert übernommen worden ist. Eine Rückkehr zu alten Produktionsweisen und sonstigen technischen Details der 4001 Modelle fand nicht statt – in krassem Gegensatz etwa zur Fender Vintage-Serie, wo auf Authentizität selbst bei kleinsten Details allergrößter Wert gelegt wurde. Es ist daher nicht ganz unberechtigt, Modellbezeichnungen wie 4001V63 und 4001C64 als zumindest teilweise irreführend anzusehen.

### Einfluss auf andere Hersteller

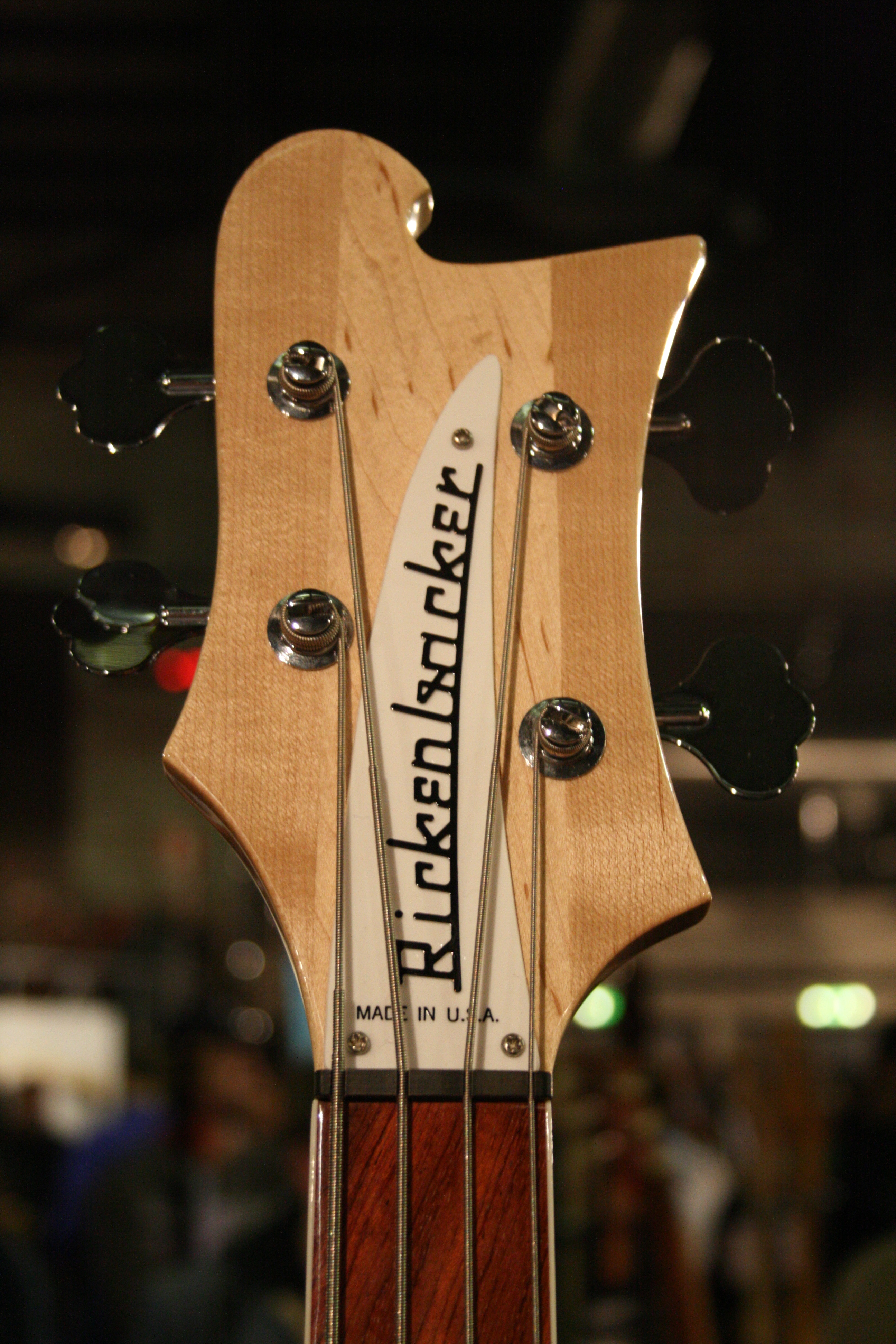
Rickenbacker-4001-Kopfplatte: An den durchgehenden Hals sind die Seitenteile angeleimt

Das von Rickenbacker bei E-Bässen eingeführte Konstruktionsprinzip des durchgehenden Halses wurde in späteren Jahren von einigen anderen Herstellern von E-Bässen übernommen und weiterentwickelt. Einer der bedeutendsten darunter ist das im Jahr 1969 gegründete US-amerikanische Unternehmen Alembic, das – beginnend mit dem E-Bass Alembic Series I – als Erfinder und Hersteller besonders aufwendig produzierter und hochwertig ausgestatteter E-Bässe (sogenannte „Edelbässe“) gilt, die ausnahmslos einen durchgehenden Hals haben. Ein weiteres prominentes Beispiel für ein E-Bass-Modell mit dieser Halskonstruktion ist der 1963 vom US-Musikinstrumentenhersteller Gibson vorgestellte Gibson Thunderbird.

## Konstruktion

### Holzbauteile
Der Rickenbacker 4001 hat einen Korpus aus Ahornholz. Dieser besteht aus zwei Flügeln, die links und rechts an die Halskonstruktion angeleimt sind. Der ebenfalls aus Ahorn bestehende Hals, der durch den gesamten Korpus hindurchläuft, war zunächst einteilig, wurde letztendlich jedoch durch eine dreiteilige Konstruktion abgelöst. Hierzu wurde ein ebenfalls durchgehender, relativ schmaler Walnussholz-Streifen zwischen 2 breiteren Ahorn-Streifen eingefügt. Die Mensur hat nicht das 1951 mit dem Fender Precision Bass eingeführte Longscale-Format, sondern ein von Rickenbacker selbst entwickeltes, etwas kürzeres Maß, das dem Bass eine Mensurlänge von 33-1/4 Zoll gibt. Der obere Teil des Halses trägt ein Griffbrett aus Palisander, das – im Musikinstrumentenbau untypisch für diese Holzart – mit einer Schicht aus Klarlack überzogen ist. Zur Regulierung der Halskrümmung und damit der Saitenlage hat der Hals des 4001 zwei innenliegende, von der Kopfplatte beziehungsweise dem oberen Rand des Griffbretts aus einstellbare Stahlstäbe (Halsspannstab).
Das besondere Funktionsprinzip dieser Stahlstäbe, die ihrerseits aus zwei korpusseits miteinander verschweißten Stäben bestehen, führt bei unsachgemäßer Handhabung häufig zu Spannungen im Bereich der Einstellmuttern am kopfplattenseitigen Griffbrettende. Infolgedessen löst sich das Griffbrett dort gelegentlich vom Hals. Vorteil dieser Konstruktion ist allerdings, dass die einmal eingestellte Halskrümmung selbst bei Wetter- und Temperaturveränderungen konstant bleibt, und ein defekter Halsspannstab problemlos ausgetauscht werden kann.
Das 1963 vorgestellte Export-Modell, das für den Verkauf in Europa bestimmt war, trug die Bezeichnung 4001S. Die von der Londoner Firma Rose-Morris nach Großbritannien importierten Instrumente erhielten eine eigene Modellnummer, RM1999, waren aber ansonsten baugleich mit den 4001S Modellen.
Diese Export-Version unterscheidet sich in einigen Details von der amerikanischen – so haben beispielsweise die Griffbretteinlagen (Intarsien) die Form von Punkten statt die in der US-Version verwendete dreieckige Variante aus Epoxidharz, ebenso fehlen Korpus- und Griffbretteinfassung.

### Elektrische Ausstattung

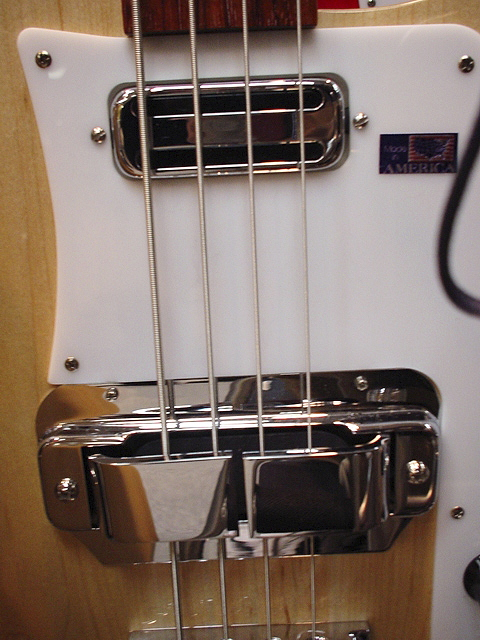
Rickenbacker 4001: Der Horseshoe- (unten) und Toaster-Tonabnehmer (oben)

Eine Rickenbacker-typische Besonderheit der frühen Exemplare des Modells 4001 ist der Tonabnehmer in Stegposition, der Horseshoe Pickup (deutsch: „Hufeisen-Tonabnehmer“; siehe Abbildung rechts). Die Saiten laufen durch einen Magneten in Hufeisenform hindurch, der deren Schwingungen mittels einer Spule in elektromagnetische Impulse umwandelt. Dieser Tonabnehmer-Typ war von Rickenbacker erstmals auf deren im Jahr 1932 vorgestellten Lapsteel-Gitarre Rickenbacker Frying Pan verwendet worden.
Etwa 1968/1969 wurde der Horseshoe Pickup durch einen moderneren Tonabnehmer ersetzt.
Diese Hi-Gain genannte Ausführung verzichtete auf Hufeisenmagneten, da diese die Eigenschaft hatten, sich mit der Zeit zu entmagnetisieren. Stattdessen kam eine konventionellere Lösung in Form eines unterhalb der Spule angebrachten Barrenmagneten zum Einsatz. Das gewohnte Erscheinungsbild wurde durch einen verchromten Plastikbügel, der abgesehen von einer vernachlässigbaren elektromagnetischen Abschirmungswirkung keinerlei Funktion hat, jedoch beibehalten. Viele Bassisten empfinden diesen Bügel als eher störend und entfernen ihn daher.
Als Hals-Tonabnehmer wurde bis 1974 ein Einzelspuler (engl.: Single Coil) verbaut, der unverändert aus der Gitarrenproduktion übernommen worden ist. Daher befinden sich in diesem Tonabnehmertyp 6 statt der für Bass-Anwendung üblichen 4 (bzw. 8) Stabmagneten, welche senkrecht durch den Spulenkörper führen. Dieser Tonabnehmer erhielt aufgrund seiner charakteristischen, mit 2 Schlitzen versehenen Abdeckung aus verchromtem Metall, welche die Einzelmagneten vollständig verdeckt und nur Teile des schwarzen Spulenkörpers erkennen lässt, den Beinamen „Toaster“.
1974 wurde der „Toaster“ durch einen neu entwickelten, aufgrund der höheren Ausgangsleistung ebenfalls „Hi-Gain“ genannten Single Coil Tonabnehmer ersetzt: Statt der ursprünglich 6 Einzelmagneten befindet sich nun ein Barrenmagnet unterhalb der Spule, welcher wiederum 4 im Spulenkörper fixierte, schraubenähnliche Metallstifte magnetisiert. Auch dieser Tonabnehmer erhielt eine dem „Toaster“ ähnliche, verchromte Abdeckung – allerdings wurde der mittlere „Steg“ entfernt, um Platz für die nun verwendeten Metallstifte zu schaffen.
Hinsichtlich der unterschiedlichen Tonabnehmerbestückungen ist festzustellen, dass der späteren „Hi-Gain“-Kombination zwar oftmals die besseren Übertragungseigenschaften nachgesagt werden, dennoch aber (nicht zuletzt der Optik wegen) sich die Kombination aus „Horse Shoe“ und „Toaster“ bei Enthusiasten der größeren Beliebtheit erfreut.
Die auf einem Schlagbrett montierte und in die Korpusvorderseite eingelassene Reglereinheit des 4001 besteht aus je zwei Lautstärke- und Tonreglern mit Drehknöpfen aus Bakelit sowie einem Dreiwege-Kippschalter zur Anwahl der Tonabnehmer.
Die Signale der beiden Tonabnehmer werden durch eine ansonsten selten zu findende Schaltungsoption verwaltet. Neben einer konventionellen (Mono-)Klinkenbuchse, welche das Gesamtsignal beider Tonabnehmer überträgt, ermöglicht alternativ hierzu eine zweite, „Rick-O-Sound“ genannte (Stereo-)Klinkenbuchse ein getrenntes Abgreifen, um mit jedem Tonabnehmer einen separaten Gitarrenverstärker bzw. Effektgeräte ansteuern zu können. Diese Ausstattung wurde in den ersten Jahren der Herstellung des 4001 nur als Sonderausführung angeboten, und erst in den 1970er-Jahren serienmäßiger Standard.
Zur Nutzung dieser Schaltungsvariante wird allerdings ein sog. „Rick-O-Sound Kit“ benötigt, welches im Prinzip aus einem Stereo-Klinkenkabel sowie einer entsprechenden Verteilerbox besteht, und mit ein wenig technischem Geschick auch von (fast) jedermann selbst gebaut werden kann. Die Verwendung eines Mono-Klinkenkabels im „Rick-O-Sound“-Ausgang jedoch bewirkt einen Schluss des Hals-Tonabnehmers auf Masse, weswegen nur der Steg-Pickup zu hören ist.

### Hardware
Steg und Saitenhalter des Rickenbacker 4001 bestehen aus zwei individuellen, aus Aluminium (ab 1972 aus Zink) gegossenen Baugruppen. Die Steg-Einheit mit ihren 4 längs verstellbaren Saitenreitern ruht, auf 2 Madenschrauben gestützt (welche die Höhenverstellbarkeit gewährleisten) und nahezu ausschließlich durch die Saitenspannung fixiert, in einer entsprechenden Aussparung des in Form einer Grundplatte ausgeführten Saitenhalters. Zur Befestigung des Saitenhalters am Korpus dienten zunächst 3, ab 1972 insgesamt 5 Holzschrauben, wobei von letztgenannten nur 2 sichtbar sind. 3 Schrauben werden stets von der Steg-Einheit verdeckt.
Ein weit verbreitetes Phänomen ist die Eigenschaft der Zink-Grundplatte, dem Saitenzug nachzugeben und sich zu verziehen (engl.: tail lift), wobei sich das hintere Ende, wo die Saiten verankert sind, nach oben (vom Korpus weg) biegt. Dies ist zwar in geringem Maße unbedenklich, kann aber in besonders schweren Fällen zur Unbrauchbarkeit der gesamten Stegeinheit führen.
Die besondere Bauform des ursprünglichen Horse-Shoe-Steg-Tonabnehmers erschwert das Abdämpfen der Saiten mit dem Handballen (engl.: palm muting), daher können sie stattdessen mit einem in die Grundplatte integrierten und über 2 große Rändelschrauben einstellbaren Schaumgummi-Polster bedämpft werden.
Als Stimmmechaniken trägt der 4001 bis Anfang der 1970er-Jahre offene Typen des Herstellers Kluson. Danach kommen zunächst geschlossene (gekapselte) Mechaniken der Marke Grover, später offene Typen aus dem Hause Schaller zum Einsatz, wobei letztere mit dem „Rickenbacker“-Namenszug versehen worden sind.
Eine Besonderheit stellen die Gurtknöpfe dar: sie sind identisch mit den Rändelschrauben, die zur Höhenverstellung des Saitendämpfers dienen.

## Der Rickenbacker 4001 in der Musik

### Der Klang des Rickenbacker 4001
Der Klang des Rickenbacker 4001 wird als obertonreich, „drahtig“ und „durchdringend“ beschrieben, mit „weich“ anmutenden Tiefbässen. Durch den weniger stark ausgeprägten (Tief-)Mittenanteil bekommt der Klang einen leicht „hohl“ oder „nasal“ anmutenden Charakter. Die durchgehende Halskonstruktion und das hauptsächlich verwendete harte Ahornholz fördern sowohl den Höhenanteil des Klangs als auch eine lange Ausschwingdauer der Saiten (engl.: Sustain).
Ebenso kommt dem serienmäßig verwendeten .0047uF Kondensator, der mit dem Steg-Tonabnehmer in Reihe geschaltet ist, eine besondere Bedeutung zu. Da er wie ein Hochpassfilter wirkt, verleiht er dem Steg-Tonabnehmer ein noch größeres Maß an Durchsetzungskraft in den hohen Frequenzen. Bassisten, die einen runderen, volleren Ton bevorzugen, entfernen bzw. überbrücken daher oftmals diesen Kondensator.
Besonders in der Rockmusik wird der geringere Mitten-Anteil des Klangs dieses Instruments geschätzt, da so Frequenzüberlagerungen mit dem Ton von E-Gitarren verringert werden, was zu einem „transparenteren“ Klangeindruck beim Ensemblespiel beiträgt. Um dessen Klangcharakteristiken musikalisch weiter hervorheben zu können, bevorzugen einige Bassisten beim Spielen des Rickenbacker 4001 ein Plektrum.

### Prominente Bassisten

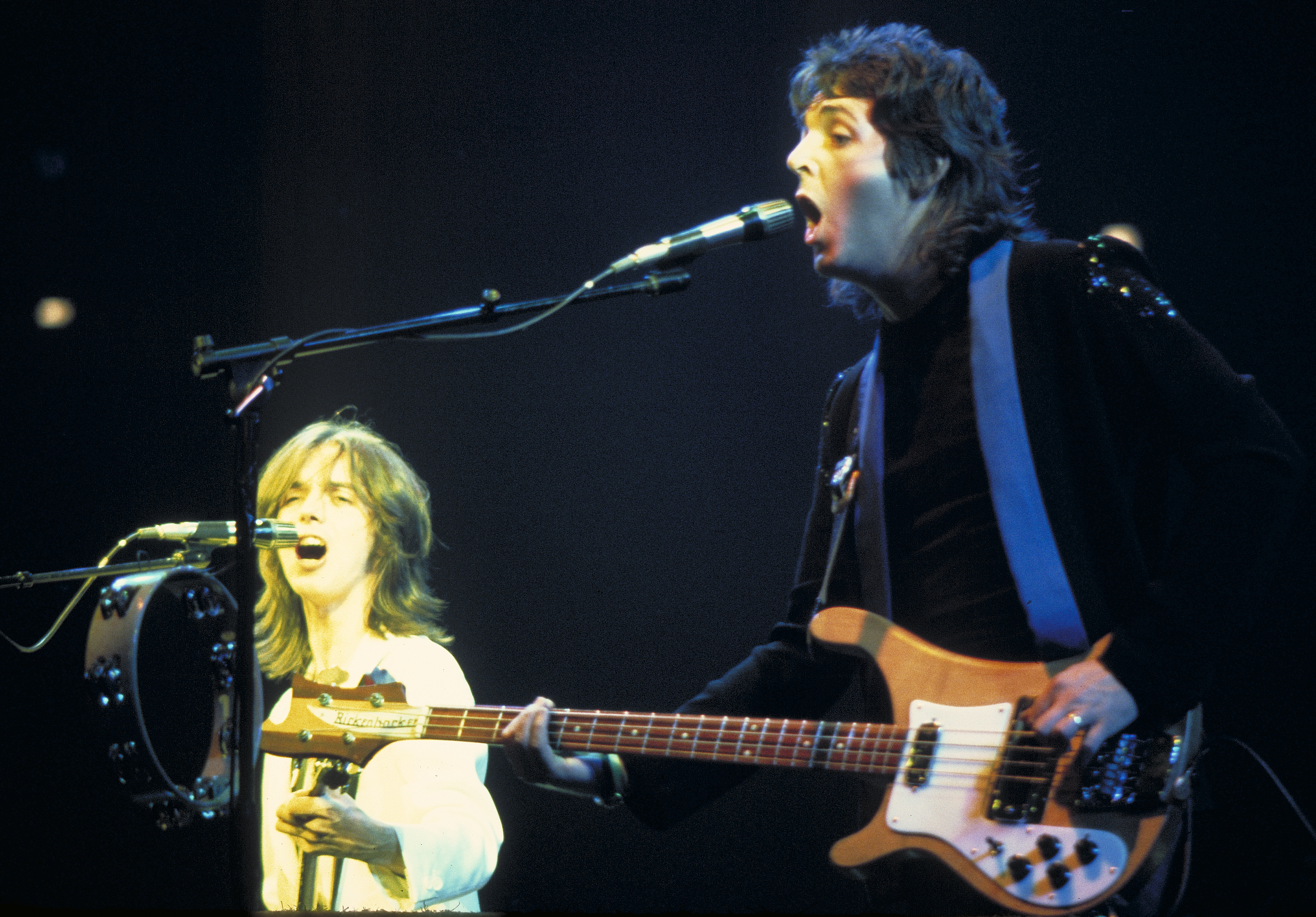
Paul McCartney mit Rickenbacker 4001 bei einem Auftritt seiner Band Wings, 1976

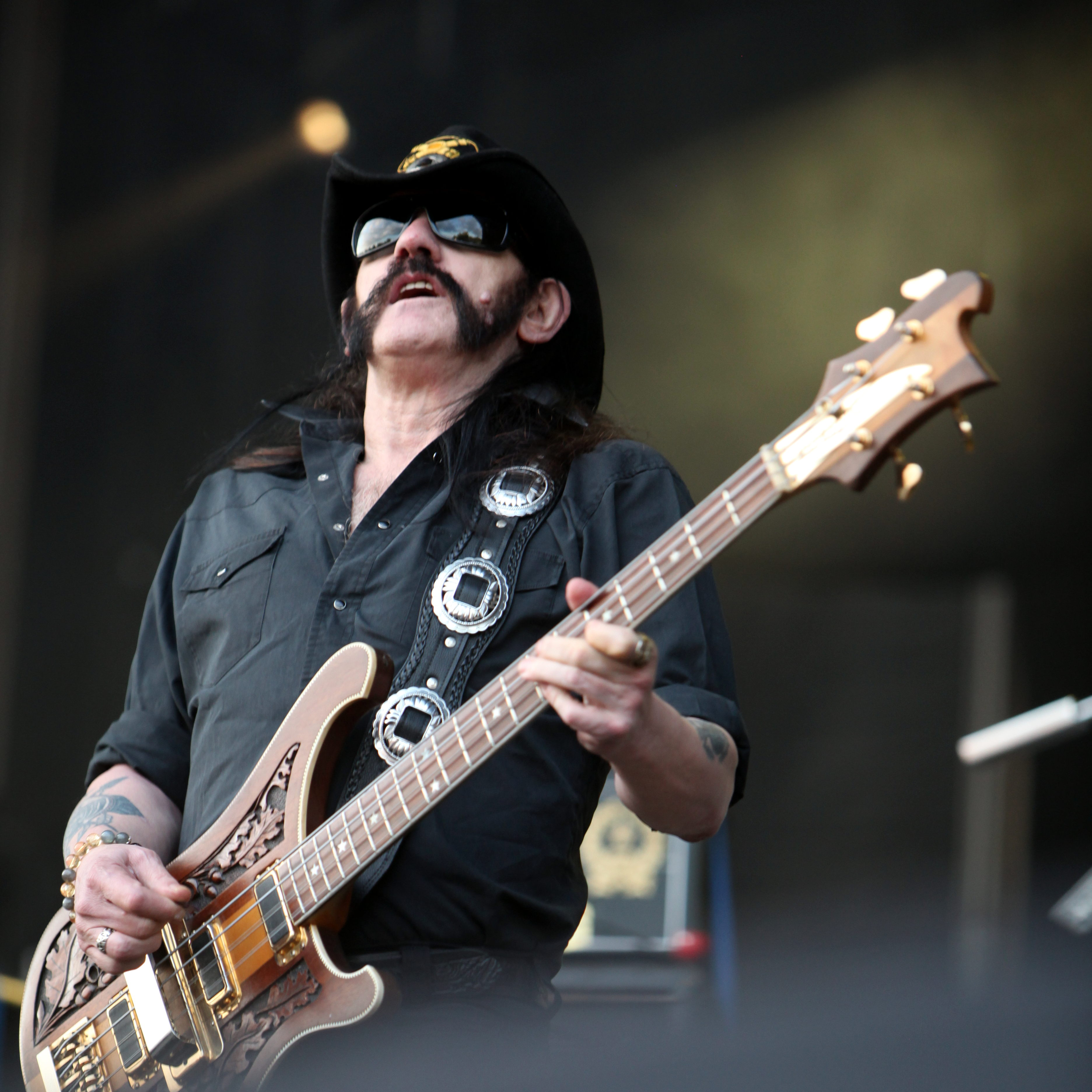
Lemmy Kilmister mit Sonderanfertigung des Rickenbacker 4001

Einer der ersten prominenten Bassisten, der einen Rickenbacker 4001 einsetzte, war Paul McCartney. Im Jahr 1965, während der Aufnahmen zum Beatles-Album Rubber Soul, wechselte er von seinem bis dahin gespielten Höfner 500/1-Shortscale-E-Bass zu seinem 1964er-Rickenbacker 4001S, einem Longscale-Instrument. Der Bass war ihm im August des Jahres in Los Angeles während einer USA-Tournee der Beatles von Rickenbacker-Geschäftsführer Francis Hall überreicht worden. Das McCartney geschenkte Exemplar war das erste Linkshänder-Instrument der Modellreihe. Der Wechsel zu einem Bass mit langer Mensur ermöglichte es ihm, das Griffbrett besser auszunutzen, so dass die Basslinien in Stücken wie zum Beispiel Paperback Writer (1966) möglich wurden. Ab dem Jahr 1967 war der 4001S zu McCartneys Hauptinstrument im Tonstudio geworden. Ein Beatles-Album, auf dem der Rickenbacker-Bass von Paul McCartney besonders deutlich am Klang auszumachen ist, ist das 1967 erschienene Sgt. Pepper’s Lonely Hearts Club Band.
Das Instrument wurde im Laufe der Jahre diversen Modifikationen und Instandsetzungsmaßnahmen unterzogen, die teilweise vom Hersteller selbst vorgenommen worden sind. Die ursprüngliche Korpuslackierung, „Fireglo“ (eine „feuerrote“ Variante des Farbverlaufs Sunburst) ließ McCartney Anfang 1969 abschleifen. Ca. 1970/71 wurde die Form der Korpushörner (engl.: cutaways) im Innenbereich überarbeitet bzw. geglättet. Mitte der 1970er-Jahre wurde sowohl der unbrauchbar gewordene „Horse Shoe“-Tonabnehmer gegen die aktuellere „Hi-Gain“-Version ausgetauscht, als auch die Aluminium-Stegeinheit durch die Zink-Ausführung ersetzt. Des Weiteren wurde nachträglich ein Nullbund eingebaut, wie McCartney ihn bereits vom Höfner 500/1 gewohnt war.
Das Rickenbacker-Sondermodell 4001C64S ist in wesentlichen Teilen McCartneys modifiziertem Exemplar nachempfunden.
Weitere bekannte Bassisten, die den Rickenbacker spielen beziehungsweise spielten, sind Chris Squire (Bassist der Rockband Yes, spielt das Exportmodell RM1999), Roger Glover (Deep Purple) und Cliff Burton (Metallica). Ein auf Squires Exemplar beruhendes Sondermodell wurde in limitierter Auflage von 1000 Stück unter der Bezeichnung 4001CS auf den Markt gebracht.
Ein namhafter deutscher Bassist, als dessen Erkennungsmerkmal der Rickenbacker 4001 galt, ist Hellmut Hattler, bekannt geworden mit der Rockgruppe Kraan.
Ein prominenter Musiker, der den Rickenbacker 4001 und dessen Nachfolgemodell 4003 zu seinem Markenzeichen gemacht hatte, war der Bassist Lemmy Kilmister von der englischen Rockband Motörhead. Kilmister spielte im Laufe seiner Karriere mehrere Sonderanfertigungen des Instruments mit teilweise aufwendig gearbeiteten dekorativen Elementen.

## Nachfolgetyp 4003
Das Basismodell Rickenbacker 4001 wurde bis Anfang der 1980er-Jahre gebaut, während es ab 1979 sukzessive durch den Nachfolger 4003 ersetzt wurde. Dabei unterschieden sich beide Modelle vorrangig durch die Art der verwendeten Halsstabkonstruktion (englisch Trussrod) und eine Rückkehr zum einteiligen, nach wie vor jedoch durchgehenden Ahornhals.
Das optische Erscheinungsbild des Vorgängertypen 4001 blieb erhalten. Augenfälligstes Unterscheidungsmerkmal war allerdings das (vorübergehend) zweiteilige Schlagbrett, welches den Zugang zu den nun korpusseits angebrachten Halsstab-Einstellmuttern vereinfachte.
Die komplette elektrische Ausstattung wurde zunächst vom 4001 übernommen, und in den Folgejahren geringfügig verändert. Dabei ist vorrangig der heute als Schaltpotentiometer ausgeführte Tonregler des Steg-Tonabnehmers zu nennen, welcher es nun ermöglicht, einen mit diesem Tonabnehmer in Reihe geschalteten .0047uF Kondensator zu überbrücken. Dadurch kann der Anteil der tiefen Frequenzen im verstärkten Ton variiert werden.
Auch die nach wie vor verwendeten „Hi-Gain“ Tonabnehmer wurden im Laufe der Jahre modifiziert: Die Ausgangsleistung wurde weiter erhöht, und die 4 ehemals fest montierten, magnetischen Metallstifte sind nun mithilfe eines Innensechskant-Schlüssels höhenverstellbar.
Wie zuvor beim 4001 der Fall, wird auch der 4003 einer kontinuierlichen Modellpflege unterzogen. Neben weniger offensichtlichen Konstruktionsdetails, wie z. B. die inzwischen wieder am oberen Halsende befindlichen Einstellmuttern der beiden Halsstäbe, wurde auch Form und Größe der Korpushörner zugunsten einer schlankeren Ausführung verändert. Auch die lange Zeit aus Ahorn bestehenden Seitenteile der Kopfplatte sind wieder regelmäßig aus Walnussholz.
Die aktuelle Modellvariante 4003 WN besitzt, im Gegensatz zur standardmäßigen Ahorn-Ausführung, Korpusflügel aus Walnussholz, sowie ein zuvor bei Rickenbacker-Bässen selten zu findendes Ahorn-Griffbrett. Des Weiteren wird heute unter der Modellbezeichnung 4003 S eine optisch dem ehemaligen Exportmodell 4001S/RM1999 entsprechende Variante angeboten, die keine Korpus- und Griffbretteinfassung besitzt.